# 段集镇
段集镇是位于中国河南省固始县南部的一个镇，距县城33千米。总面积106.4平方公里，人口3.3万。下辖1个居委会，段集、棠树岗、青峰、下楼、桂岭、窑沟、五尖山、柳林、齐山、钓鱼台、蒋营、庙山、旱庄、乐道、老家、赵营、童庙、高庙等18个行政村。最近被固始县政府确定为副中心城镇。境内曹家寨海拔1026米，为固始县最高点。

## 历史沿革
2009年11月30日，段集乡撤销，设立段集镇，行政区域不变。

## 交通

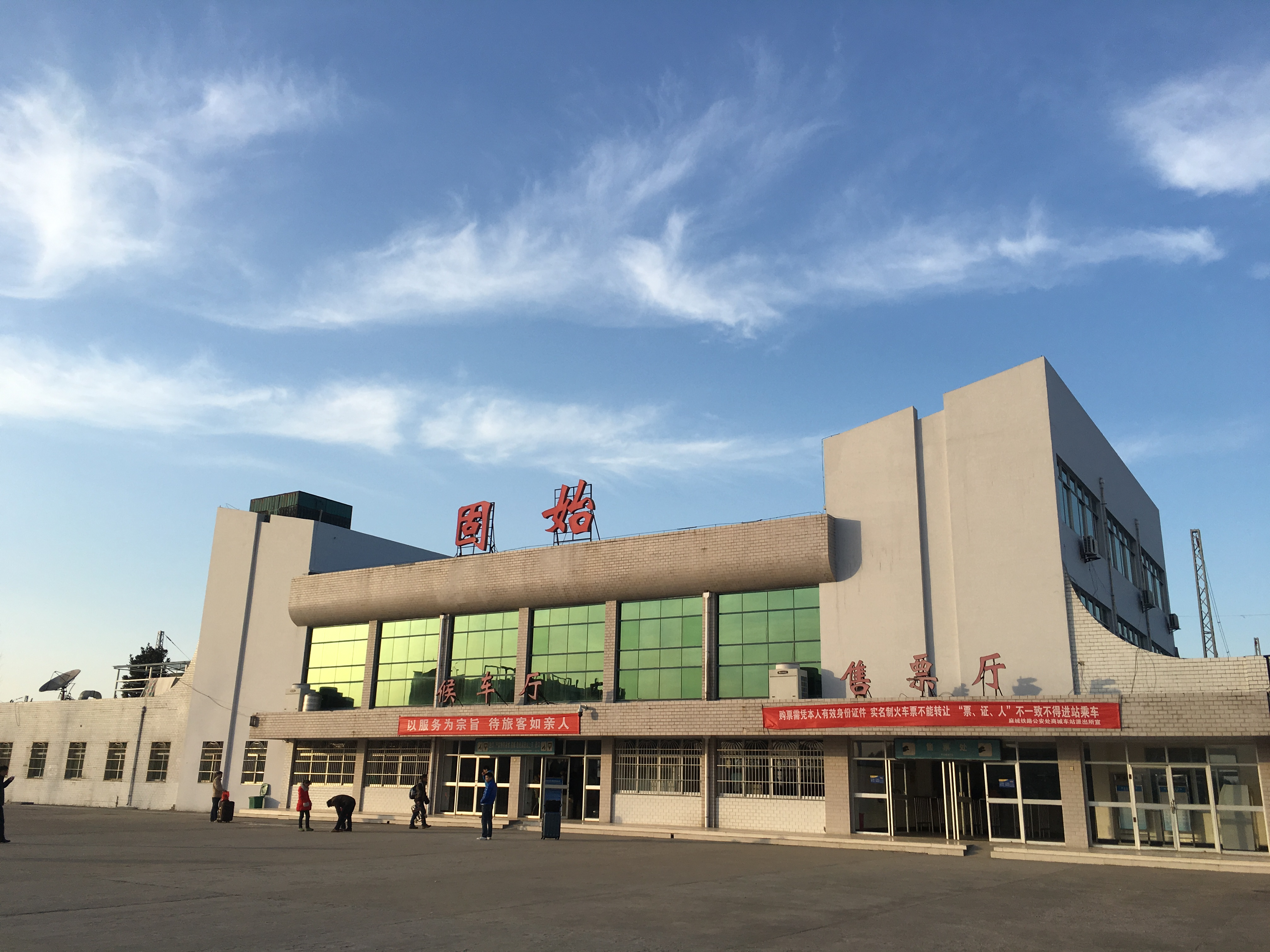
位于段集镇的宁西铁路固始站

境内宁西铁路设固始站，为客货运三等站，沪陕高速公路设一个出口，省道204线与省道339线交叉，交通优势明显。

## 历史名人
- 清末书法家、文学家秦树声。境内秦树声故居，为河南省文物保护单位。